# Ernst Knaack

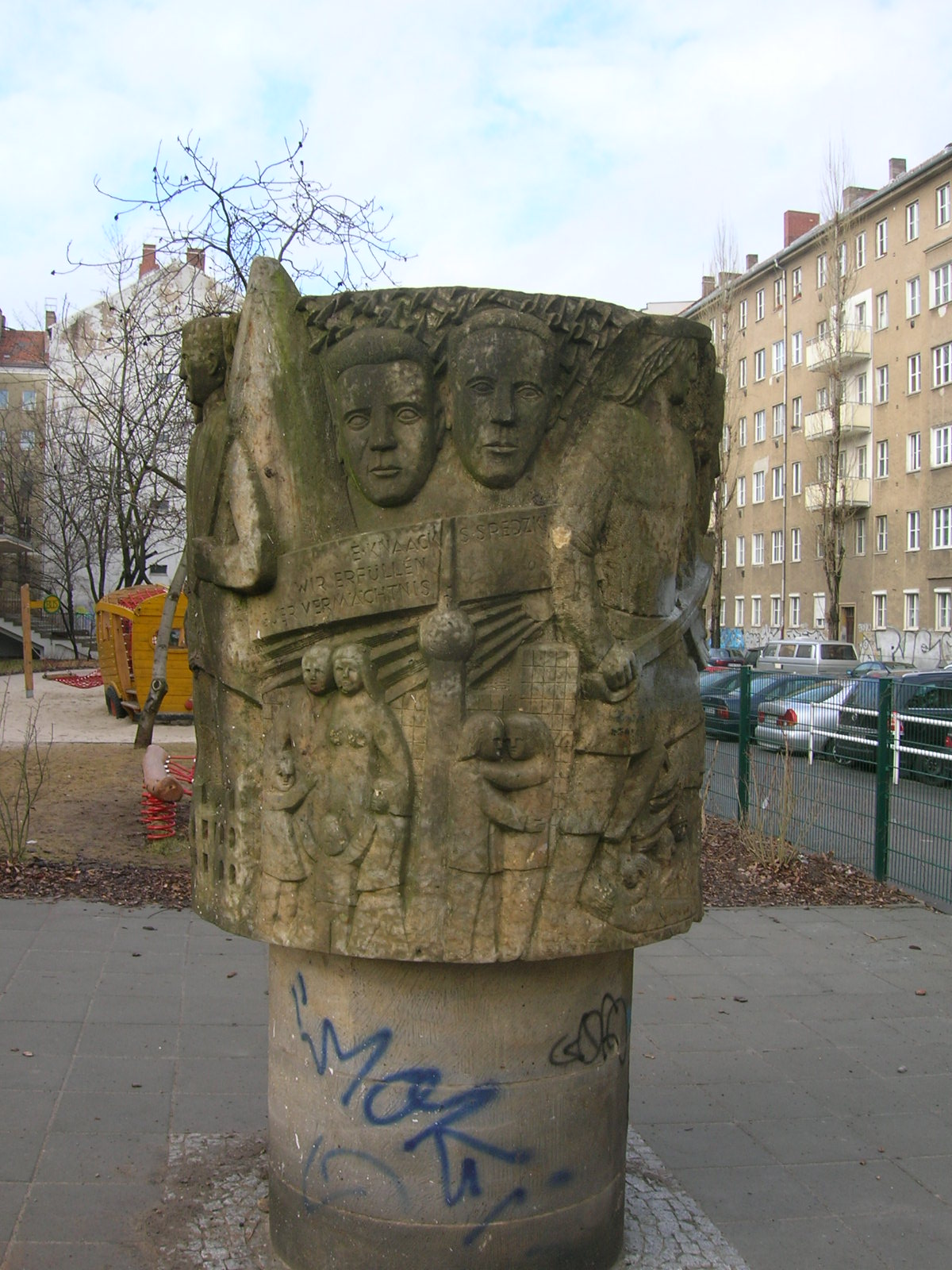
Memorial a Ernst Knaack i Siegmund Sredzki a Berlín

Ernst Knaack (Berlín, 4 de novembre de 1914 - Brandenburg an der Havel, 28 d'agost de 1944) va ser un activista polític i partisà comunista alemany, membre de la resistència interior contra l'Alemanya nazi.

## Trajectòria
El 1928 es va unir a la Lliga dels Joves Comunistes d'Alemanya (KJVD). Va exercir la funció de líder d'agitació i propaganda al barri berlinès de Prenzlauer Berg. A partir de 1933, va lluitar clandestinament contra la dominació nazi. El 1935 va ser detingut per primera vegada, i el 2 d'octubre de 1936, el Tribunal Superior de Justícia de Berlín (Kammergericht) el va condemnar a dos anys de treballs forçats en un Zuchthaus. Després de ser alliberat, es va unir a l'organització encoberta vinculada a Robert Uhrig. El 26 de març de 1942, va ser de nou arrestat per la Gestapo i portat al camp de concentració de Sachsenhausen, on va romandre més de dos anys fins al seu judici. El 6 de juliol de 1944, el Tribunal popular nazi (Volksgerichtshof) el va sentenciar a pena de mort i, el 28 d'agost, va ser executat a la guillotina a la presó de Brandenburg-Görden, a Brandenburg an der Havel, pel botxí Wilhelm Röttger (1894-1946).
Després de l'execució, el seu cos va ser incinerat al crematori de Brandenburg. El 1946, nombroses urnes funeràries que contenien les cendres dels resistents executats durant l'època nazi provinents dels districtes berlinesos de Lichtenberg, Kreuzberg i Prenzlauer Berg, van ser traslladades al cementiri central de Friedrichsfelde, un nombre particularment important dels quals havien estat decapitats a la presó de Brandenburg-Görden. Finalment, les seves restes van trobar el seu lloc definitiu al Memorial Socialista, inaugurat l'any 1951 (tomba d'urna col·lectiva prop de la gran placa commemorativa de pòrfir a la part dreta del mur cortina). D'aquesta manera, a més d'Ernst Knaack, molts altres resistents també van rebre un record i una tomba digne.

## Llegat
Knaackstraße, el Centre de Joventut Ernst Knaack –més tard conegut com a Knaack Klub, (Greifswalder Straße, 224, a Prenzlauer Berg, Berlín)– i la quarta escola politècnica Ernst Knaack (Kastanienallee, a Prenzlauer Berg) reben el nom d'Ernst Knack. El monument «Tradicions de la classe obrera alemanya» (Traditionen der deutschen Arbeiterklasse), de Heinz Worner (Knaackstraße 53–67 a Prenzlauer Berg), està dedicada als antifeixistes assassinats Ernst Knaack i Siegmund Sredzki.